# St. Hubertus (Schaephuysen)

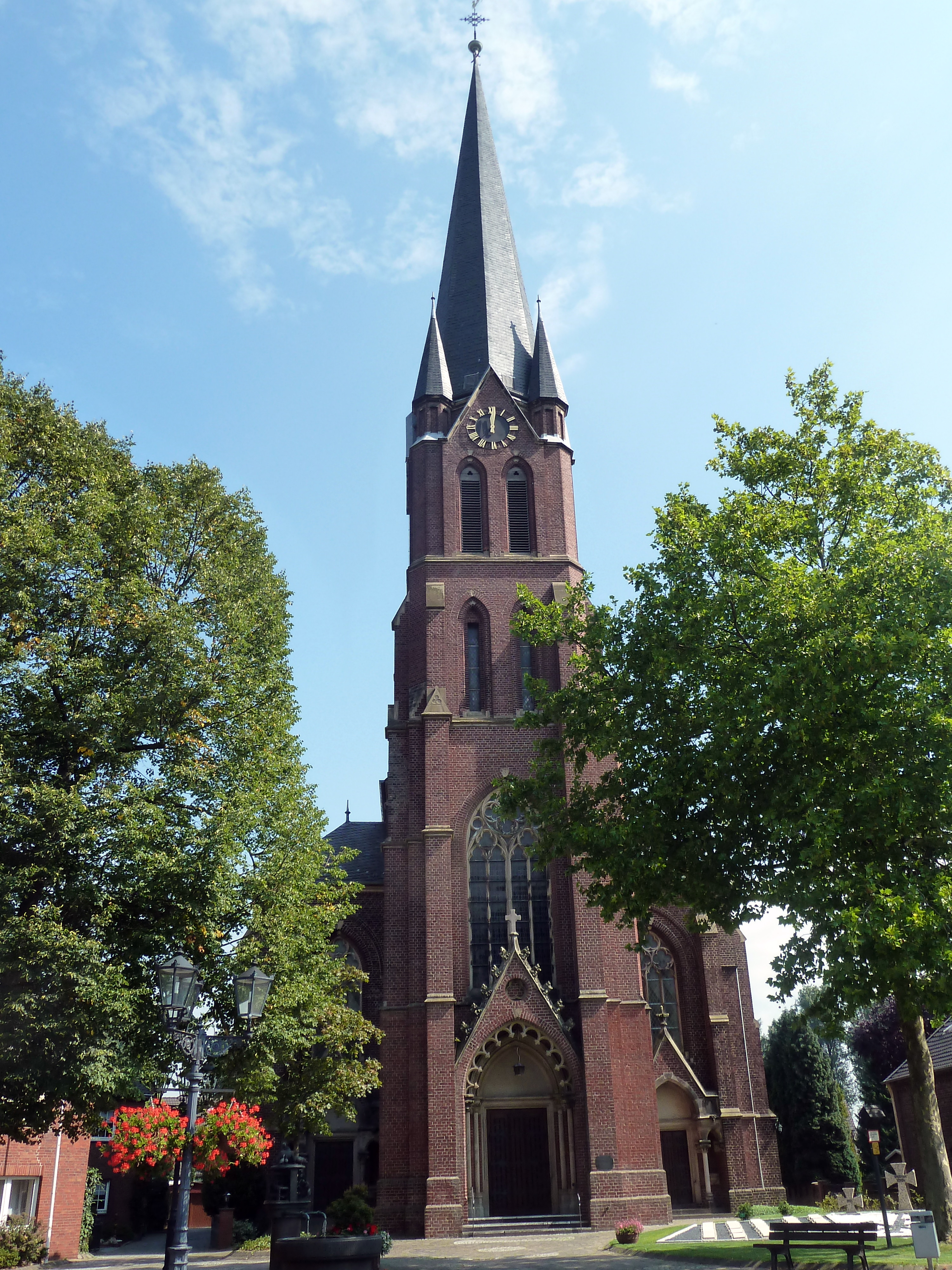
St. Hubertus in Schaephuysen

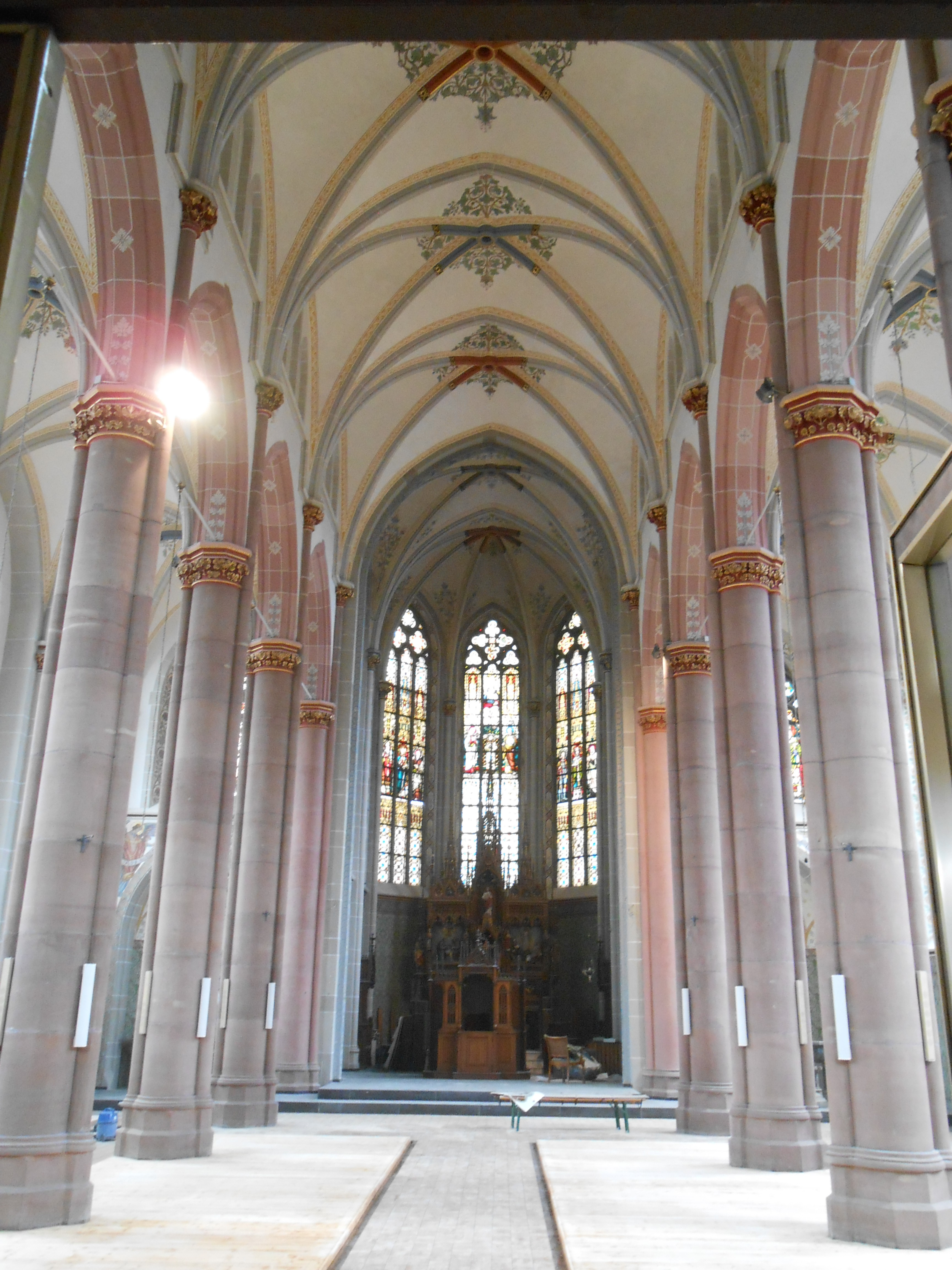
Innenraum der Hubertuskirche

St. Hubertus ist die römisch-katholische Pfarrkirche von Schaephuysen, einem Ortsteil der Gemeinde Rheurdt im Kreis Kleve in Nordrhein-Westfalen.

## Geschichte
Eine erste, dem heiligen Hubertus von Lüttich gewidmete Kirche in Schaephuysen wurde von 1450 bis 1495 erbaut und von 1663 bis 1665 durch einen Neubau ersetzt. Bereits 1857 wurde ein Kirchbauverein gegründet und in den Jahren 1893–1894 von Gerhard Franz Langenberg der heutige neugotische Kirchenbau als Pseudobasilika in Backstein errichtet und 1899 geweiht. Historisches Vorbild der Raumgestalt war die spätgotische Nicolaikirche in Kalkar, für deren Publikation durch Jacob Anton Wolff Langenberg bereits 1868 die Zeichnungen erstellt hatte.
Im November 2013 wurde mit Sanierungsarbeiten begonnen. Die Kirche blieb bis Mai 2014 geschlossen. Die Sanierung umfasste eine Erneuerung der Fenster mit farbigen Gläsern, das Schließen von Rissen in den Wänden sowie die anschließende Restauration der Wand- und Deckenmalereien. Etwa 500.000 Euro kosteten die Sanierungsarbeiten.

## Glocken
Die Kirche verfügt über drei Glocken: die Marienglocke, die Josefsglocke und die Hubertusglocke. Diese sind auf die Töne Es, F und G gestimmt. Im Dachreiter befindet sich eine kleine Glocke. Weitere Glocken, über die früher in der Kirche verbaut waren, wurden während der beiden Weltkriege eingeschmolzen, um die Materialien für militärische Zwecke einzusetzen.

## Orgel
Die heutige Orgel wurde 1987 von der Firma Franz Breil aus Dorsten unter Verwendung des historischen Prospekts als Schleifladenorgel mit 17 Registern  erbaut.